# Márcio Augusto dos Santos Aguiar
Márcio Augusto dos Santos Aguiar (São Paulo, 20 de dezembro de 1981) é um ex-futebolista brasileiro que atuava como goleiro. Atualmente, é preparador de goleiros nas categorias de base do São Paulo.

## Carreira
Marcio chegou ao São Paulo na antiga categoria "Dente de Leite", cumpriu toda a base e subiu ao elenco profissional em 1999, ficando no time paulistano até 2003. Em 2001, disputou o Campeonato Mundial de Seleções Juniores Sub-20.
Em 2004, foi emprestado ao Paulista. Ao se destacar neste clube, ajudando o Paulista a chegar à final do Paulistão, foi contratado, também por empréstimo, pelo Grêmio. Apesar de ter sido rebaixado à Série B, continuou no clube até meados do ano seguinte, quando se machucou e retornou ao São Paulo para se recuperar.
Em 2006, se acertou com o Paysandu.
No ano seguinte jogou no Ituano, tendo se destacado e foi eleito o melhor goleiro do Campeonato Paulista de 2007.
E desde 2008 está no Grêmio Barueri (que em março de 2010 foi chamado de Prudente, mas no começo do Brasileirão voltou a ser Barueri).
Em abril de 2011, acertou sua ida para o Atlético-PR.
Em dezembro, foi anunciado por empréstimo para o Botafogo-SP, após a última rodada do Campeonato Brasileiro, lá, ele disputou o Campeonato Paulista de 2012.
Em 2013, acertou sua volta para o Barueri, onde disputou a serie A 2 do campeonato Paulista sendo um dos principais destaques da sua equipe.
Posteriormente, foi contratado pelo XV de Piracicaba para a temporada 2014. Ainda em 2014, foi para o Beira Mar, na segunda divisão de Portugal.
Em junho de 2015, foi contratado pelo Red Bull para a disputa da Série D do Campeonato Brasileiro.
Márcio teve uma curta passagem pelo Sertãozinho, em 2017. Ainda em 2017, passou pelo Itumbiara. O último jogo da sua carreira foi na segunda rodada da Série A2 de 2018, entre Sertãozinho e Taubaté, em 20 de janeiro.
Após encerrar a carreira de goleiro, em abril de 2018, assumiu como preparador de goleiros das três menores categorias de formação do São Paulo (sub-9, sub-10 e 11 e sub-12 e 13), além de responsável pela captação de jogadores da posição.

## Títulos
São Paulo
- Copa São Paulo de Futebol Jr: 2000

- Campeonato Paulista: 2000
- Torneio Rio-São Paulo: 2001
- Supercampeonato Paulista: 2002

Grêmio
- Campeonato Brasileiro - Série B: 2005

Paysandu
- Campeonato Paraense: 2006

Grêmio Barueri
- Campeonato Paulista do Interior: 2008

Uberlândia
- Campeonato Mineiro de Futebol - Módulo II: 2015

Seleção Brasileira Sub-20
- Campeonato Sul-Americano Sub-20: 2001